# Arthur Gardiner Butler

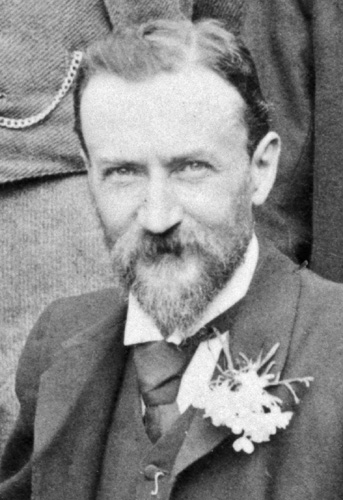
Arthur Gardiner Butler

Arthur Gardiner Butler (Chelsea, Londen, 27 juni 1844 - Beckenham, Kent, 28 mei 1925) was een Engels entomoloog, spinnenkundige en een vogelkundige. Hij werkte bij het British Museum aan de taxonomie van vogels, insecten en spinnen.
Hij heeft ook artikelen gepubliceerd over spinnen in onder andere Australië, Galapagos en Madagaskar.

## Taxa
Deze soorten werden door Butler beschreven:
- Abaciscus tristis
- Glycythyma leonina